# Brigitte Gaudin
Pour les articles homonymes, voir Gaudin.
Brigitte Gaudin, ou Brigitte Latrille-Gaudin, née le 15 avril 1958 à Bordeaux, est une escrimeuse française. Membre de l'équipe de France de fleuret, elle est à trois reprises médaillée olympique.

## Biographie
La fleurettiste remporte par ailleurs l'épreuve de sa discipline disputée à Split aux Jeux méditerranéens de 1979.
Après avoir travaillé comme hôtesse de l'air, elle reprend en 1993 l'entreprise Ricarimpex, spécialisée dans l'élevage de sangsues médicinales.

## Palmarès
- Jeux olympiques
  -  Médaille d'or par équipeS aux Jeux olympiques d'été de 1980 aux côtés de Isabelle Boéri, Pascale Trinquet, Véronique Brouquier et Christine Muzio
  -  Médaille d'argent par équipes aux Jeux olympiques de 1976 aux côtés de Brigitte Gapais-Dumont, Claudie Herbster-Josland, Christine Muzio et Véronique Trinquet
  -  Médaille de bronze par équipes aux Jeux olympiques d'été de 1984 aux côtés de Pascale Trinquet, Véronique Brouquier, Anne Meygret et Laurence Modaine